# Торвали

Торвали (урду توروالی‎) — язык, относящийся к дардской ветви индоиранской ветви индоевропейской языковой семьи. Имеет два диалекта: бахрайн и чали.

## Распространение
Носители торвали живут в восьми селениях в верховьях реки Сват на севере Пакистана. По оценке в 1987 году было около 60 000 говорящих на торвали.

## Общая характеристика языка
9 гласных и 39 согласных. Флективный язык. Части речи: существительные, прилагательные, местоимения, числительные, глаголы, наречия, предлоги, послелоги, частицы. Порядок слов в простом предложении — SOV.

## Письменность
Письменность на языке торвали была разработана в начале XXI века и базируется на арабской графической основе. Орфография не имеет устоявшейся нормы, поэтому могут использоваться её разные виды. Наиболее употребительным является следующий алфавит:
| آ | أ | اَ | ب | پ  | ت  | ٹ | ث | ج | چ | ڇ | څ |
| ح | خ | د | ڈ | ذ  | ر  | ڑ | ز | ژ | ڙ | س | ش |
| ݜ | ص | ض | ط | ظ  | ع  | غ | ف | ق | ک | گ | ل |
| م | ن | ں | و | اُو | او | ہ | ﻫ | ى | ے | اُ |   |